# Chantal de Ridder
Pour les articles homonymes, voir De Ridder.
Chantal de Ridder est une joueuse de football néerlandaise, née le 19 janvier 1989, à Leyde (Pays-Bas). Elle joue actuellement à l'AFC Ajax  (Pays-Bas).

## Palmarès
- Championne des Pays-Bas (4) : 2007 - 2008 - 2009 - 2010
- Championne d'Allemagne (1) : 2012
- Coupe des Pays-Bas (2) : 2007 - 2011
- Doublé Championnat des Pays-Bas-Coupe des Pays-Bas (1) : 2007

## Distinctions
- Meilleure buteuse de Eredivisie : 2010 - 2011